# Tramwaje w Douai
Tramwaje w Douai − zlikwidowany system komunikacji tramwajowej we francuskim mieście Douai, działający w latach 1898−1950.

## Historia
25 września 1897 powierzono spółce Compagnie des Tramways Électriques de Douai budowę i eksploatację sieci. Otwarcie systemu nastąpiło 30 października 1898. Sieć tramwajowa o długości 21 km i rozstawie toru 1435 mm składała się z dwóch linii, które przecinały się na place d'Armes:
- Douai − Aniche
- Douai (dworzec kolejowy) − Hériller

Do obsługi sieci eksploatowano 30 dwuosiowych wagonów. W okresie letnim były przyczepiane 
bezsilnikowe pojazdy bez szyb których chętnie używała młodzież. Potocznie nazywano je Buffalo. Pamiętają je starsi emigranci polscy przybyli z Westfalii w latach dwudziestych 
zamieszkałych w pobliżu linii Douai - Aniche na której takie przyczepy tramwajowe kursowały.
W 1930 zlikwidowano odcinek Guesnain − Aniche. Pozostałą część sieci zlikwidowano w 1950.